# Domus Municipalis (Braganza)
La Domus Municipalis de Braganza es un edificio singular y enigmático de la arquitectura románica civil, único en la península ibérica, construido en el siglo XII. La "Domus" tiene la forma de un pentágono irregular y está constituida por dos espacios diferenciados: la "cisterna" o "sala de agua", denominaciones que indican la utilidad de la construcción, pensada para la recogida de las aguas pluviales; y un espacio superior, la "casa de Cámara", constituido por un salón rodeado de ventanas cuyo pavimento de piedra es la parte superior de la bóveda que cubre la cisterna. El nombre de Domus municipalis -que en latín significa Casa municipal- se debe a que fue usada como Cámara Municipal de Braganza, pero resulta incierta su función original. Se cree que podría haber sido una cisterna que almacenaba agua, en especial en casos de guerra. Sin embargo, otros autores tienen dudas de si sería esa su verdadera función. 
Ha sido clasificado por el IPPAR desde 1910 como un Monumento Nacional.